# كأس الاتحاد الكويتي 2013–14
فاز العربي على السالمية بركلات الترجيح 4-2 بعد انتهاء الوقت الأصلي بالتعادل 2-2 حتى الوقت الإضافي. وحصل العربي على المركز الثاني في مجموعته بعد أن جاء نادي خيطان في المركز الأول.
بينما حصل نادي الكويت على المركز الأول في مجموعته وجاء نادي السالمية في المركز الثاني.

## نصف النهائي
ذهب العربي لمواجهة الكويت وتعادلا في مباراة الذهاب 0-0، وفاز العربي في مباراة الإياب 2-1 ليتأهل إلى النهائي.
وفي مباراة نصف النهائي الأخرى، واجه نادي السالمية نادي خيطان، حيث فاز السالمية 4-1 في مباراة الذهاب، وفاز في مباراة الإياب 3-1 ليتأهل إلى النهائي.

## النهائي
فاز العربي على السالمية بركلات الترجيح 4-2 بعد انتهاء الوقت الأصلي والإضافي بالتعادل 2-2.
| النهائي | العربي | 2-2 (ب.و.إ.) (4–2 ج) | السالمية |  |

## روابط خارجية
- سوكرواي